# Höcken (Gemeinde Lengau)
Höcken ist eine Ortschaft in der Gemeinde Lengau in Oberösterreich.
Das Dorf am Südrand des Kobernaußerwaldes befindet sich im Tal des Schwemmbaches und besteht aus dem historischen Ortskern und zahlreichen neu errichteten Einfamilienhäusern längs der Kobernaußer Straße (L508). Höcken ist eng verbunden mit Schneegattern und ist auch dorthin eingepfarrt.